# Azie Tesfai
Azie Tesfai est une actrice américaine née le 20 décembre 1982 à Los Angeles en Californie. Elle est connue pour ses rôles à la télévision dans les séries Supergirl et Jane The Virgin.

## Biographie
Azie Tesfai est née à Los Angeles et y a grandi. Fille d'immigrés érythréens, elle est enfant unique. Elle obtient un diplôme en Business Administration à l'Université de Californie Berkeley. Pendant ses études, elle commence à passer des auditions et prend des cours de théâtre.
Elle fonde l'entreprise de bijoux Fortuned Culture à Los Angeles. Les bénéfices des ventes sont reversées aux enfants dans des pays en développement comme le Mexique, l'Éthiopie et le Cambodge.

## Carrière
Le premier rôle d'Aziz Testai était celui de Cherry Milton dans Wicked Wicked Games sur MyNetworkTV où elle apparait dans 30 épisodes durant 2 saisons. Elle apparaît également dans Melrose Place, Law & Order: SVU, Franklin & Bash et Royals Pains. En 2014, elle obtient en tant que personnage récurrent le rôle de l'inspectrice Nadine Hanson dans la série de la chaîne The CW Jane The Virgin. Elle apparaît dans la saison 3 de Silicon Valley en 2016.
En 2018, elle est choisie pour le rôle de Kelly Olsen dans la série Supergirl diffusée sur The CW. Elle fait sa première apparition dans la saison 4. Avant ses débuts dans la saison 4, les producteurs de la série décident de la faire intégrer le casting régulier dès la saison 5. Elle co-écrit l'épisode 12 de la saison 6 « Blind Spots » faisant d'elle la première actrice de l'arrowverse à être créditer dans le générique d'une série Arrowverse.

## Filmographie

### Cinéma
- 2009 : Rosencrantz et Guildenstern sont morts : Zadeska
- 2009 : Sutures : Kristen
- 2010 : Acts of Violence : Betsy
- 2015 : Me Him Her  Kempy Blook
- 2015 : A Kind of Magic : Lacy
- 2020 : The Wretched : Sara

### Télévision
- 2006-2007 : Wicked Wicked Games : Cherry Milton
- 2007 : La Malédiction des sables : Jamie
- 2008 : The Cleaner : Ananda
- 2009-2010 : Melrose Place : Nouvelle Génération : Infirmière Mandy
- 2010 : 15 minutes : Arora
- 2010 : Nathan vs. Nurture : Julie
- 2011 : New York, unité spéciale (saison 13, épisode 4) : Kendra
- 2012 : La Loi selon Harry : Debbie
- 2012 : Breakout Kings : Chelsea
- 2012 : This American Housewife : Nelle Swift
- 2014 : Franklin and Bash : Meg
- 2014-2016 : Jane the Virgin : Nadine Hansan
- 2015 : Home and Family
- 2015 : Royal Pains : Aubrey Wolfhouse
- 2016 : Silicon Valley : Dawn Simon
- 2016 : Powers : Dr Michelle Marrs
- 2016 : Rosewood : Lil Kim
- 2016 : Superstore : Naomi
- 2017 : The Real O'Neals : Heather
- 2017 : Ghosted : Kirsten
- 2017-2018 : NCIS : Los Angeles : Dana King
- 2018 : La Méthode Kominsky : Lynda
- 2019 - 2021: Supergirl : Kelly Olsen
- 2021 : A million little things : saison 4 episode 6